# أكاديمية العلوم الطبية العسكرية
أكاديمية العلوم الطبية العسكرية (بالإنجليزية: The Academy of Military Medical Sciences)‏ التابعة لأكاديمية جيش التحرير الشعبي الصيني للعلوم العسكرية (بالصينية: 中国人民解放军 军事 科学院 军事 医学 研究院)؛ معهد صيني للبحوث الطبية العسكرية. تأسست في شنغهاي عام 1951. ثم نُقل مقرها الدائم إلى بكين منذ عام 1958.
في أكتوبر 2011، في معرض بمناسبة الذكرى الستين لتأسيس المعهد، كُشف عن عقار طورته الأكاديمية باسم «عقاب الليل» (بالإنجليزية: Night Eagle)‏ لمساعدة الجنود على التعامل مع حالة الحرمان من النوم التي يتعرضون لها أثناء المهمات والعمليات العسكرية.
في ديسمبر 2014، أعلنت الحكومة الصينية أن الأكاديمية طورت لقاحًا مرشحًا ضد فيروس الإيبولا، جرت الموافقة عليه لبدء التجارب السريرية.

## لقاح كورونا
تعمل الأكاديمية منذ عام 2020 مع أكثر من جهة وشركة صينية لتطوير وإنتاج لقاح لمكافحة مرض كورونا،
وأحد تلك اللقاحات أطلق عليه لقاح تشونغ يي أنك بيوتيك-لياونينغ ماوكانغيوان بيوتيك كوفيد-19، حيث اشتركت مع شركتي «تشونغ يي أنك بيوتيك» و«لياونينغ ماوكانغيوان بيوتيك» على تطويره. بينما سبق للأكاديمية أن عملت مع شركة كانسينو بيولوجيكس لتطوير لقاح في بداية انتشار جائحة فيروس كورونا. سجل فريق التطوير، بقيادة «تشن وي»، لقاحًا تجريبيًا لكورونا، دخل في 17 مارس 2020 المرحلة الأولى من التجارب السريرية لاختبار مدى سلامته وفعاليته، وقد جُرّب اللقاح على 108 متطوعين معافين من ووهان. في أبريل 2020، دخل اللقاح المرحلة الثانية لاختبار فعاليته على 500 متطوع. كان اللقاح هو أول لقاح يُسمح باستخدامه خارج نطاق التجارب السريرية بقرار عاجل أذن للجيش الصيني باستخدامه داخل الجيش.

## وصلات خارجية
- الموقع الرسمي